# Earl Robinson
Earl Henry Robinson (né le 11 mars 1907 à Montréal, province de Québec au Canada - mort le 8 septembre 1986) est un joueur professionnel canadien de hockey sur glace qui évoluait au poste d'attaquant.

## Carrière
En 1927, il a commencé sa carrière professionnelle avec les Arrows de Philadelphie de la CAHL. Il rejoint ensuite les Maroons de Montréal dans la Ligue nationale de hockey. Il a remporté la Coupe Stanley en 1934-1935. Il a par la suite porté les couleurs des Blackhawks de Chicago et des Canadiens de Montréal. Il met un terme à sa carrière en 1942 après une saison avec les Eagles de New Haven de la Ligue américaine de hockey.

## Statistiques
| Saison     | Équipe                 | Ligue      |     | Saison régulière | Saison régulière | Saison régulière | Saison régulière | Saison régulière |    | Séries éliminatoires | Séries éliminatoires | Séries éliminatoires | Séries éliminatoires | Séries éliminatoires |
| Saison     | Équipe                 | Ligue      | PJ  | B                | A                | Pts              | Pun              | PJ               | B  | A                    | Pts                  | Pun                  |                      |                      |
| 1927-1928  | Arrows de Philadelphie | Can-Am     | 34  | 18               | 7                | 25               | 21               |                  |    |                      |                      |                      |                      |                      |
| 1928-1929  | Maroons de Montréal    | LNH        | 33  | 2                | 1                | 3                | 2                | --               | -- | --                   | --                   | --                   |                      |                      |
| 1929-1930  | Bulldogs de Windsor    | LIH        | 5   | 3                | 2                | 5                | 0                |                  |    |                      |                      |                      |                      |                      |
| 1929-1930  | Maroons de Montréal    | LNH        | 35  | 1                | 2                | 3                | 10               | 4                | 0  | 0                    | 0                    | 0                    |                      |                      |
| 1930-1931  | Bulldogs de Windsor    | LIH        | 48  | 44               | 19               | 63               | 18               |                  |    |                      |                      |                      |                      |                      |
| 1931-1932  | Bulldogs de Windsor    | LIH        | 21  | 10               | 4                | 14               | 8                |                  |    |                      |                      |                      |                      |                      |
| 1931-1932  | Maroons de Montréal    | LNH        | 28  | 0                | 3                | 3                | 2                | --               | -- | --                   | --                   | --                   |                      |                      |
| 1932-1933  | Maroons de Montréal    | LNH        | 43  | 15               | 9                | 24               | 6                | 2                | 0  | 0                    | 0                    | 0                    |                      |                      |
| 1933-1934  | Maroons de Montréal    | LNH        | 47  | 12               | 16               | 28               | 14               | 4                | 2  | 0                    | 2                    | 0                    |                      |                      |
| 1934-1935  | Maroons de Montréal    | LNH        | 47  | 17               | 18               | 35               | 23               | 7                | 2  | 2                    | 4                    | 0                    |                      |                      |
| 1935-1936  | Maroons de Montréal    | LNH        | 40  | 6                | 14               | 20               | 27               | 3                | 0  | 0                    | 0                    | 0                    |                      |                      |
| 1936-1937  | Maroons de Montréal    | LNH        | 48  | 16               | 18               | 34               | 19               | 5                | 1  | 2                    | 3                    | 0                    |                      |                      |
| 1937-1938  | Maroons de Montréal    | LNH        | 38  | 4                | 7                | 11               | 13               | --               | -- | --                   | --                   | --                   |                      |                      |
| 1938-1939  | Blackhawks de Chicago  | LNH        | 47  | 9                | 6                | 15               | 13               | --               | -- | --                   | --                   | --                   |                      |                      |
| 1939-1940  | Canadiens de Montréal  | LNH        | 11  | 1                | 4                | 5                | 4                | --               | -- | --                   | --                   | --                   |                      |                      |
| 1939-1940  | Eagles de New Haven    | IAHL       | 25  | 11               | 14               | 25               | 2                |                  |    |                      |                      |                      |                      |                      |
| 1940-1941  | Eagles de New Haven    | LAH        | 56  | 16               | 19               | 35               | 19               |                  |    |                      |                      |                      |                      |                      |
| 1941-1942  | Reds de Providence     | LAH        | 1   | 0                | 0                | 0                | 0                |                  |    |                      |                      |                      |                      |                      |
| 1941-1942  | Eagles de New Haven    | LAH        | 48  | 13               | 20               | 33               | 2                |                  |    |                      |                      |                      |                      |                      |
| Totaux LNH | Totaux LNH             | Totaux LNH | 417 | 83               | 98               | 181              | 133              | 25               | 5  | 4                    | 9                    | 0                    |                      |                      |

## Trophées et honneurs personnels
- 1937 : Match des étoiles de la Ligue nationale de hockey ;
- 1939 : Match des étoiles de la Ligue nationale de hockey.